# Cap Gaspé
Le cap Gaspé est un cap situé à l'extrémité orientale de la Gaspésie dans la province canadienne du Québec. Situé dans le parc national de Forillon, au bout de la péninsule de Forillon, il marque la fin du sentier international des Appalaches, long de 1 079 kilomètres. Au large, le golfe du Saint-Laurent, et au-delà Terre-Neuve. La pointe de la Gaspésie (du dialecte micmac "gespé", fin des terres) a des airs de bout du monde. Dans une de ses baies, au sud, Jacques Cartier posa pour la première fois le pied sur le sol canadien. Le phare de Cap Gaspé est situé sur le cap.